# Rătăciți în miraj
Rătăciți în miraj (în engleză Dwellers in the Mirage) este un roman SF&F din 1932 scris de Abraham Merritt. În limba română a fost tradus de Liviu Radu și publicat în 1996 în Colecția Nautilus de la Editura Nemira.

## Prezentare
Romanul îl prezintă pe americanul Leif Langdon, care descoperă o vale caldă în Alaska. Două rase locuiesc în vale, Oamenii Mici și o ramură a unei rase antice mongole; ei se închină răului Kraken pe nume Khalk'ru pe care îl convoacă din altă dimensiune pentru a-i oferi jertfe umane. Locuitorii cred că Langdon este reîncarnarea eroului lor mort, Dwayanu. Spiritul lui Dwayanu îl posedează pe Langdon și începe un război cu Oamenii Mici. Langdon combate în cele din urmă prezența lui Dwayanu și distruge Krakenul.
Există câteva variante de sfârșit ale lucrării. În varianta originală, iubita lui Leif moare, dar editorul a dorit ca ea să supraviețuiască. Sfârșitul tragic inițial a fost preferat în câteva republicări recente. 

## Legături externe
- en  Istoria publicării lucrării Rătăciți în miraj la Internet Speculative Fiction Database
- Dwellers in the Mirage at the Australian Project Gutenberg site.

## Vezi și
- Lista volumelor publicate în Colecția Nautilus
- Lista cărților științifico-fantastice publicate în România după 1989